# Uriminzokkiri
Уриминзоккири (кор. 우리 민족끼리; ханча: 우리民族끼리; рус. Среди нашего народа; кит. 由我們民族自己 (Yóu wǒmen mínzú zìjǐ); англ. Among our nation; яп. わが民族同士 (わがみんぞくどうし) (Waga minzoku dōshi)) – государственный северокорейский сайт, где в основном публикуются новости. Большая часть новостей, была заимствована у других сайтов КНДР, например: KCNA. Уриминзоккири также распространяет информацию через Flickr, Twitter и Youku. Сайт официально заблокирован в Республике Корее. Ранее у группы были аккаунты на Facebook и YouTube, пока оба не были закрыты. Также сайт управляется редактором журнала Chosun Land Il Op, организацией, связанной с Чо Пхентоном (Cho Pyeongtong), как средство интернет-пропаганды и подстрекательства. Штаб-квартира сайта находится в Китайской Народной Республике, она расположена в городе Шэньян.